# Trảu châu Âu
Trảu châu Âu (danh pháp hai phần: Merops apiaster) là một loài chim trong họ Meropidae. Loài này sinh sản ở Nam Âu và trong các khu vực Bắc Phi và Tây Á. Trảu châu Âu di trú mạnh mẽ, trú đông ở vùng nhiệt đới châu Phi, Ấn Độ và Sri Lanka. Thi thoảng loài này sinh sản ở tây Bắc Âu khi chúng lỡ bay quá xa về phía bắc vùng sinh sản truyền thống của mình.

## Miêu tả
Tương tự các loài khác trong họ Meropidae, trảu châu Âu có thân hình mảnh khảnh với bộ lông sặc sỡ. Phần lưng có màu vàng và nâu trong khi đôi cánh có màu xanh lá cây chiếc mỏ có màu đen. Chúng có thể đạt chiều dài cơ thể từ 27 đến 29 cm (gồm cả hai chiếc lông đuôi dài). Chim trống và mái có vẻ ngoài giống nhau.

## Thức ăn
Thức ăn quan trọng nhất của trảu châu Âu là động vật thuộc bộ Cánh màng (Hymenoptera), chủ yếu là loài ong mật phương Tây (Apis mellifera); một nghiên cứu ở Tây Ban Nha cho thấy ong mật phương Tây chiếm 69,4%-82% khẩu phần ăn của trảu châu Âu. Tuy vậy, chim không gây ảnh hưởng lớn lên số lượng cá thể ong; trảu châu Âu chỉ ăn chưa đến 1% số ông thợ trong vùng chim sinh sống.
Một nghiên cứu khác chỉ ra rằng trảu châu Âu "chuyển hóa thức ăn để tăng cân nặng hiệu quả hơn nếu chúng ăn chung ong và chuồn chuồn hơn so với trường hợp chỉ ăn ong hoặc chỉ ăn chuồn chuồn."

## Tập tính

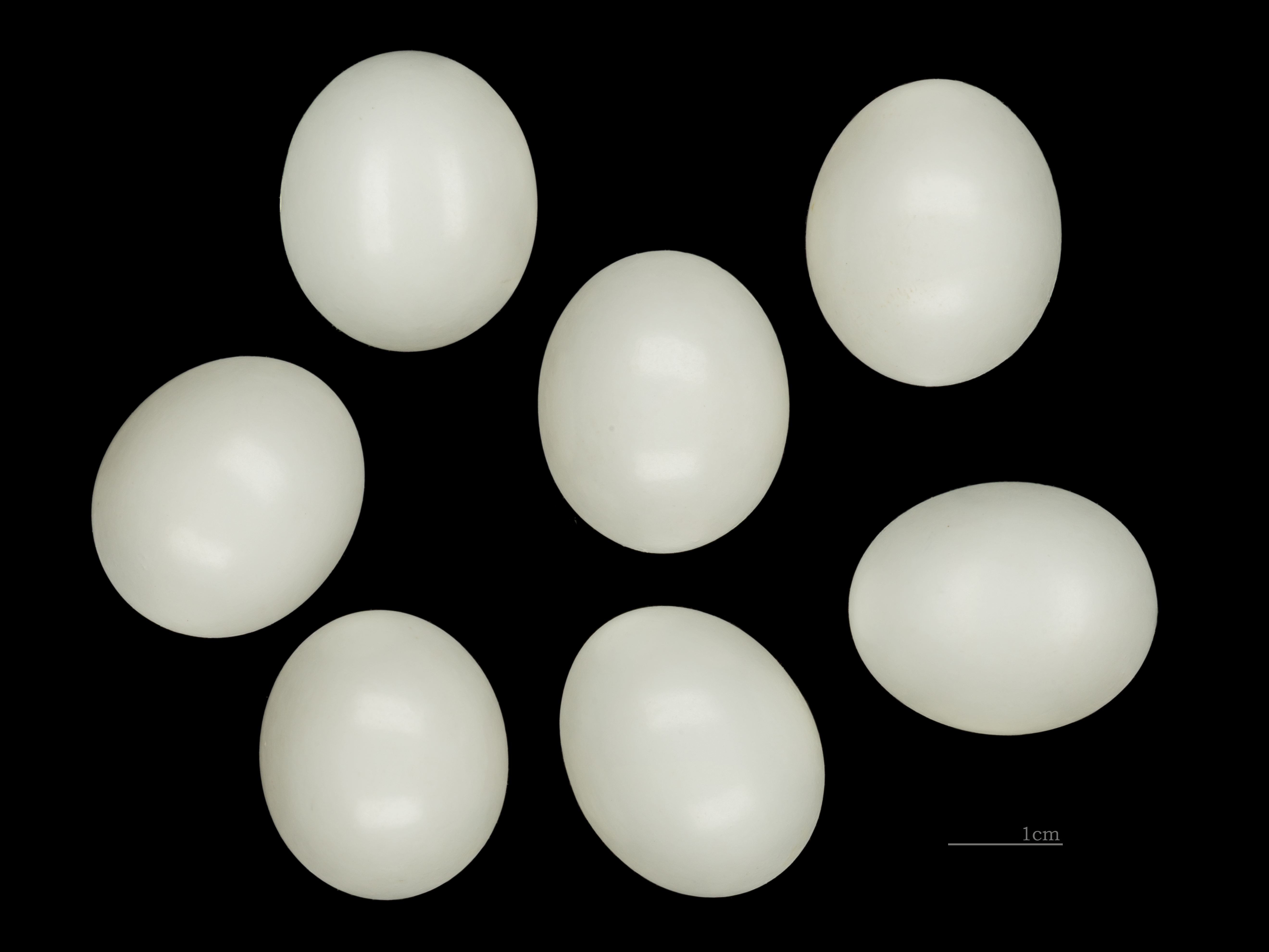
Merops apiaster

Trảu châu Âu sống thành đàn và làm tổ tại các bãi cát - tốt nhất là gần bờ sông - thường vào đầu tháng 5. Chúng tạo một đường hầm tương đối dài và đẻ vào đó 5-8 quả trứng hình cầu màu trắng vào thời gian khoảng đầu tháng 6. Chim trống và chim mái cùng chăm sóc trứng và ấp chúng trong khoảng ba tuần. Chúng cũng ăn và ngủ chung với nhau.

Chim mái đang đợi mồi từ chim trống.

Trong nghi thức tỏ tình, chim trống nhường miếng mồi lớn cho chim mái và chọn ăn mồi nhỏ hơn. Hầu hết chim trống chỉ có một bạn tình nhưng trường hợp có hai bạn tình cũng thỉnh thoảng xảy ra.

## Gallery

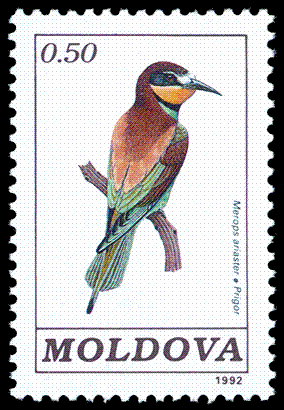
Trảu châu Âu trên một con tem của Moldova
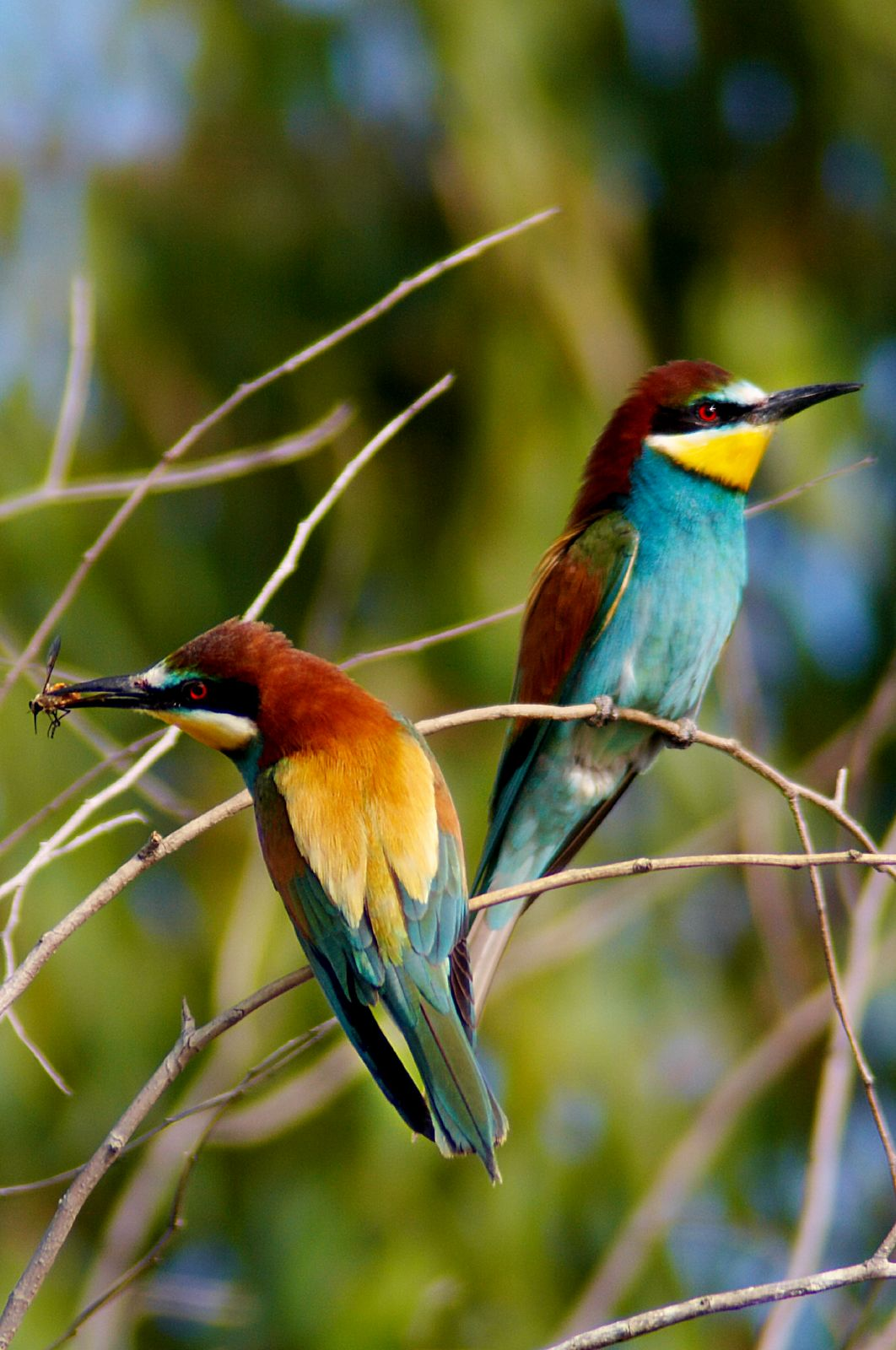
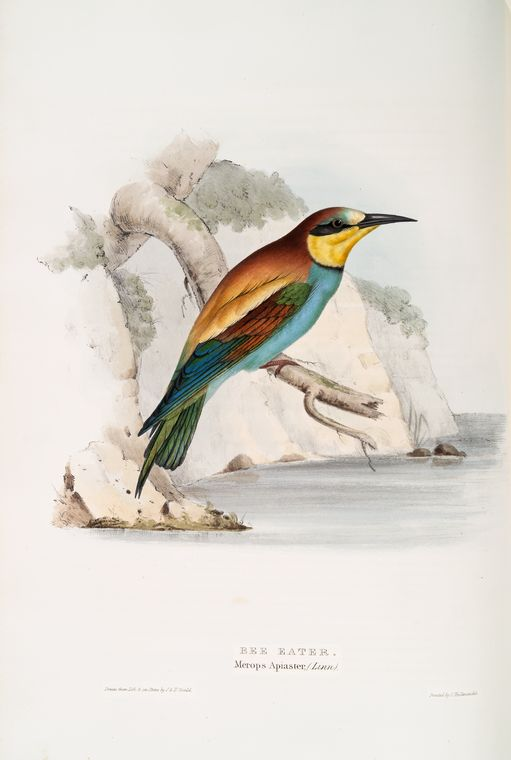
Tranh về loài, vẽ bởi John Gould  - nhà điểu học người Anh
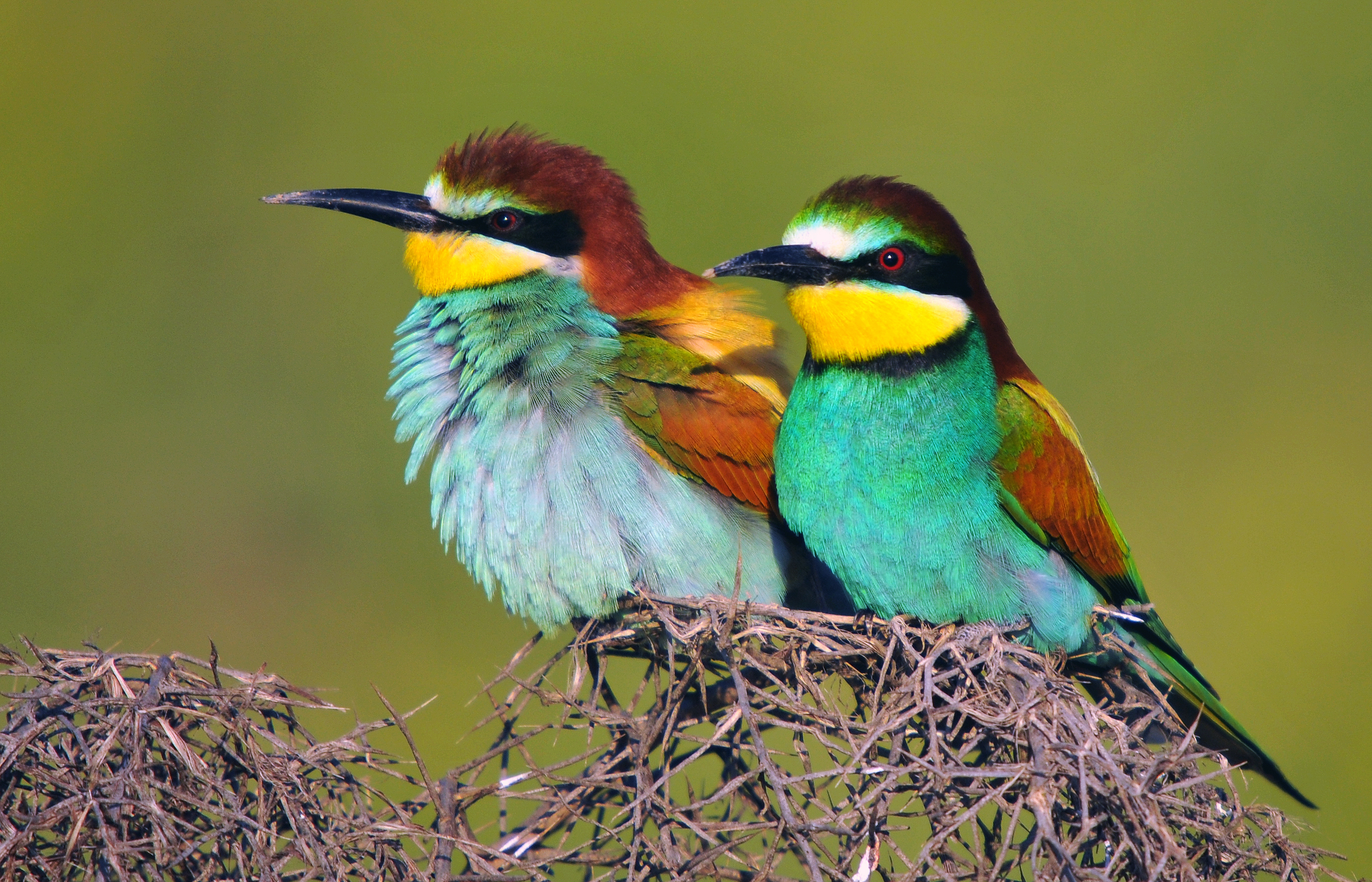
Một cặp trảu châu Âu tại Thổ Nhĩ Kỳ.
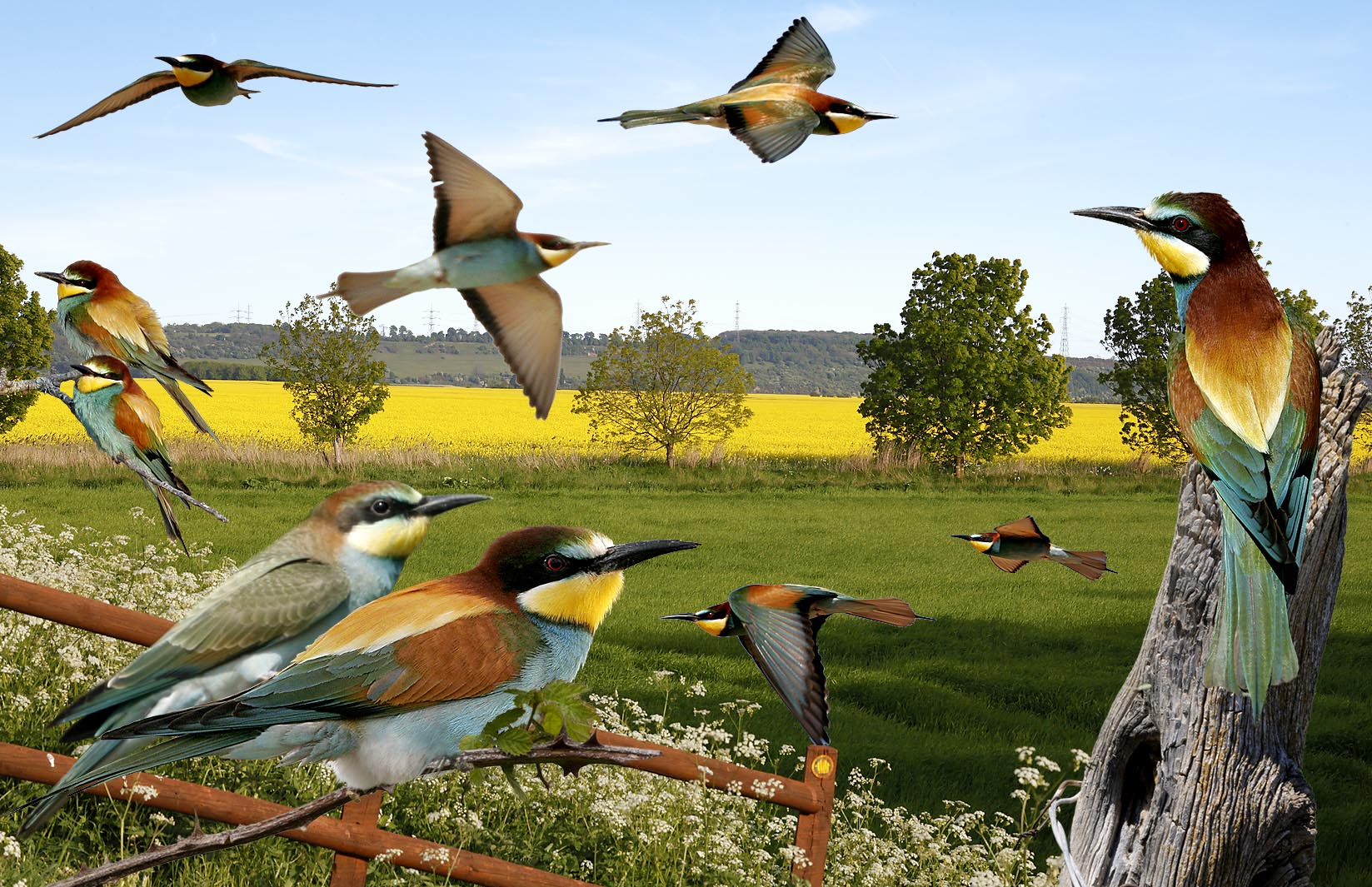
ID composite của Trảu châu Âu
- Video cận cảnh về trảu châu Âu cái